# 에스페란토를 유럽 연합의 공용어로, 지금!
에스페란토를 유럽 연합의 공용어로, 지금!(에스페란토: Esperanto, oficiala lingvo de Eŭropa Unio, nun !)은 2013년 2월부터 일어나고 있는 에스페란토 운동으로 유럽 연합에서 유럽 나라들끼리 복잡하게 많은 언어로 말하지말고 공평하게 에스페란토로 소통하자는 목적을 담고 있다.